# Rio Pranto
O rio Pranto é um rio com cerca de 45 quilómetros[carece de fontes?] que nasce no Município de Leiria e desagua na margem esquerda do rio Mondego junto a Alqueidão, Município de Figueira da Foz, no centro de Portugal. É um dos últimos afluentes do Mondego.